# نخست‌وزیر هلند
نخست‌وزیر هلند (به هلندی: Minister-president van Nederland)، با عنوان رسمی وزیر-رئیس هلند که در زبان‌های دیگر معمولاً به عنوان نخست وزیر به آن اشاره می‌شود، سرپرست بازوی اجرایی دولت هلند و نیز رئیس شورای وزیران آن کشور است. او عملاً رئیس حکومت هلند و هماهنگ کنندهٔ سیاست دولت است. نخست وزیر فعلی هلند مارک روته است. هرچند نخست‌وزیر از مهم‌ترین چهره‌های سیاسی در هلند است، او از دیدگاه قدرتمندی با همتایان آلمانی و انگلیسی خود برابر نیست.

## نقش نخست‌وزیر
با توجه به وجود سیستم نمایندگی تناسبی در هلند که به دست آوردن اکثریت کرسی‌ها در مجلس سفلای پارلمان هلند (مجلس عوام) را برای یک حزب تقریباً غیرممکن می‌سازد و دولتی که او تشکیل می‌دهد همیشه از ائتلاف بین دو یا چند حزب است، از این رو؛ او توانمندی دیگر نخست‌وزیرانی که می‌توانند پیوسته از پشتیبانی اکثریت پارلمانی حزب خود برخوردار باشند را ندارد. به خاطر قدرت محدود خود، در اصطلاح سیاسی او برترین درمیان برابرها است، و به توان‌مندی همتایان انگلیسی و آلمانی خود نیست.
در نتیجهٔ یک بازنگری در قانون اساسی در سال ۱۹۸۳، برای نخستین بار سمت نخست‌وزیر در قانون اساسی هلند برای اولین بار نوشته و ثبت شد. بر اساس قانون اساسی، دولت توسط شاه و وزیران تشکیل می‌شود. با تصریح قانون اساسی نخست‌وزیر ریاست شورای وزیران است (مادهٔ ۴۵) و توسط حکم سلطنتی (مادهٔ ۴۳) به این مقام منصوب می‌شود. حکم سلطنتی انتصاب اعضای دیگر کابینه متقابلاً توسط نخست‌وزیر امضا می‌شود (مادهٔ ۴۸).